# Sara Lidmanová
Sara Lidmanová (30. prosince 1923 Missenträsk – 17. června 2004 Umeå) byla švédská spisovatelka.
Její inovativní styl byl ovlivněn nářečími a jazykem Bible; napsala i mnoho textů k politickým tématům. Roku 1980 získala Literární cenu Severské rady a roku 1985 získala jakožto druhá v historii Literární cenu Selmy Lagerlöfové.
Angažovala se proti válce ve Vietnamu a apartheidu v Jihoafrické republice.